# Liste der Mitglieder der National Academy of Sciences/1965
Im Jahr 1965 wählte die National Academy of Sciences der Vereinigten Staaten 41 Personen zu ihren Mitgliedern.

## Neugewählte Mitglieder
- Robert A. Alberty (1921–2014)
- James G. Baker (1914–2005)
- R. H. Bing (1914–1986)
- David H. Blackwell (1919–2010)
- Jean Brachet (1909–1988)
- George Buchi (1921–1998)
- Joseph W. Chamberlain (1928–2004)
- Erwin Chargaff (1905–2002)
- Robert F. Christy (1916–2012)
- Vincent G. Dethier (1915–1993)
- Harry G. Drickamer (1918–2002)
- Wendell R. Garner (1921–2008)
- Louis Goodman (1906–2000)
- Sam Granick (1909–1977)
- Joseph H. Greenberg (1915–2001)
- Irwin C. Gunsalus (1912–2008)
- James M. Harrison (1915–1990)
- Leland Haworth (1904–1979)
- William R. Hawthorne (1913–2011)
- Terrell L. Hill (1917–2014)
- Leon O. Jacobson (1911–1992)
- Clarence L. Johnson (1910–1990)
- Harold S. Johnston (1920–2012)
- Mark Kac (1914–1984)
- Leon M. Lederman (1922–2018)
- Jean Leray (1906–1998)
- Bernd Matthias (1918–1980)
- Harden M. McConnell (1927–2014)
- Peter Medawar (1915–1987)
- Charles D. Michener (1918–2015)
- David Nachmansohn (1899–1983)
- John R. Pappenheimer (1915–2007)
- William Pecora (1913–1972)
- Gregory Pincus (1903–1967)
- James A. Shannon (1904–1994)
- Sol Spiegelman (1914–1983)
- Alfred Tarski (1901–1983)
- Sin-itiro Tomonaga (1906–1979)
- Ernst Weber (1901–1996)
- Waldo R. Wedel (1908–1996)
- Chen N. Yang (* 1922)